# Усово (Вепревский сельсовет)
Усово — упразднённая в 2021 году деревня деревня в Вологодском районе Вологодской области.
Входила в состав Кубенского сельского поселения (с 1 января 2006 года по 8 апреля 2009 года входила в Вепревское сельское поселение), с точки зрения административно-территориального деления — в Вепревский сельсовет.
Расстояние до районного центра Вологды по автодороге — 81 км, до центра муниципального образования Кубенского по прямой — 40 км. Ближайшие населённые пункты — Куново, Дектери, Большой Двор.
По данным переписи в 2002 году постоянного населения не было.
Упразднена 19 июля 2021 года постановлением Правительства Вологодской области.